# Carl Gause
Carl Gause (* 14. Mai 1851 in Berlin; † 29. August 1907 in Charlottenburg; vollständiger Name: Gustav Georg Carl Gause) war ein deutscher Architekt.

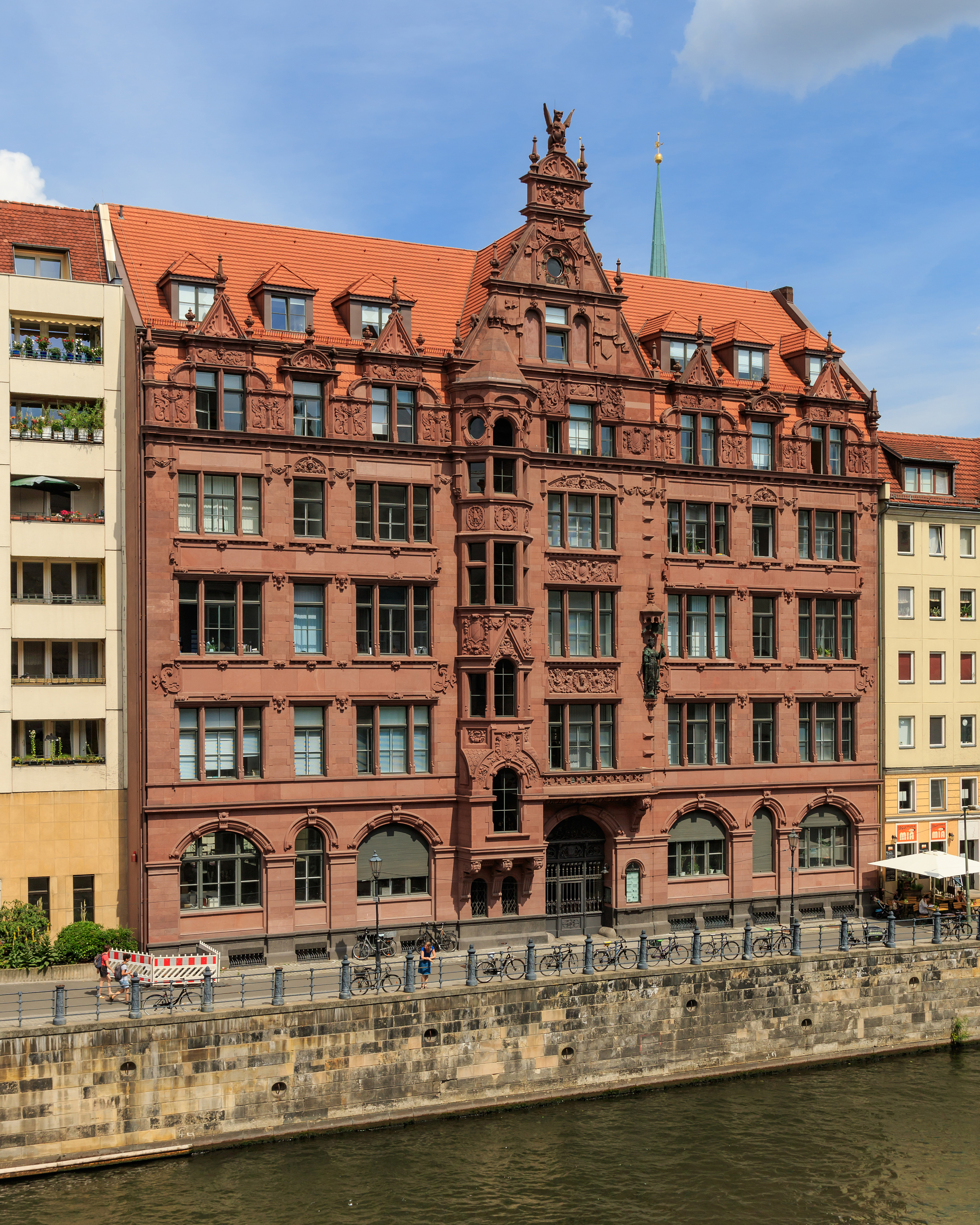
Kurfürstenhaus

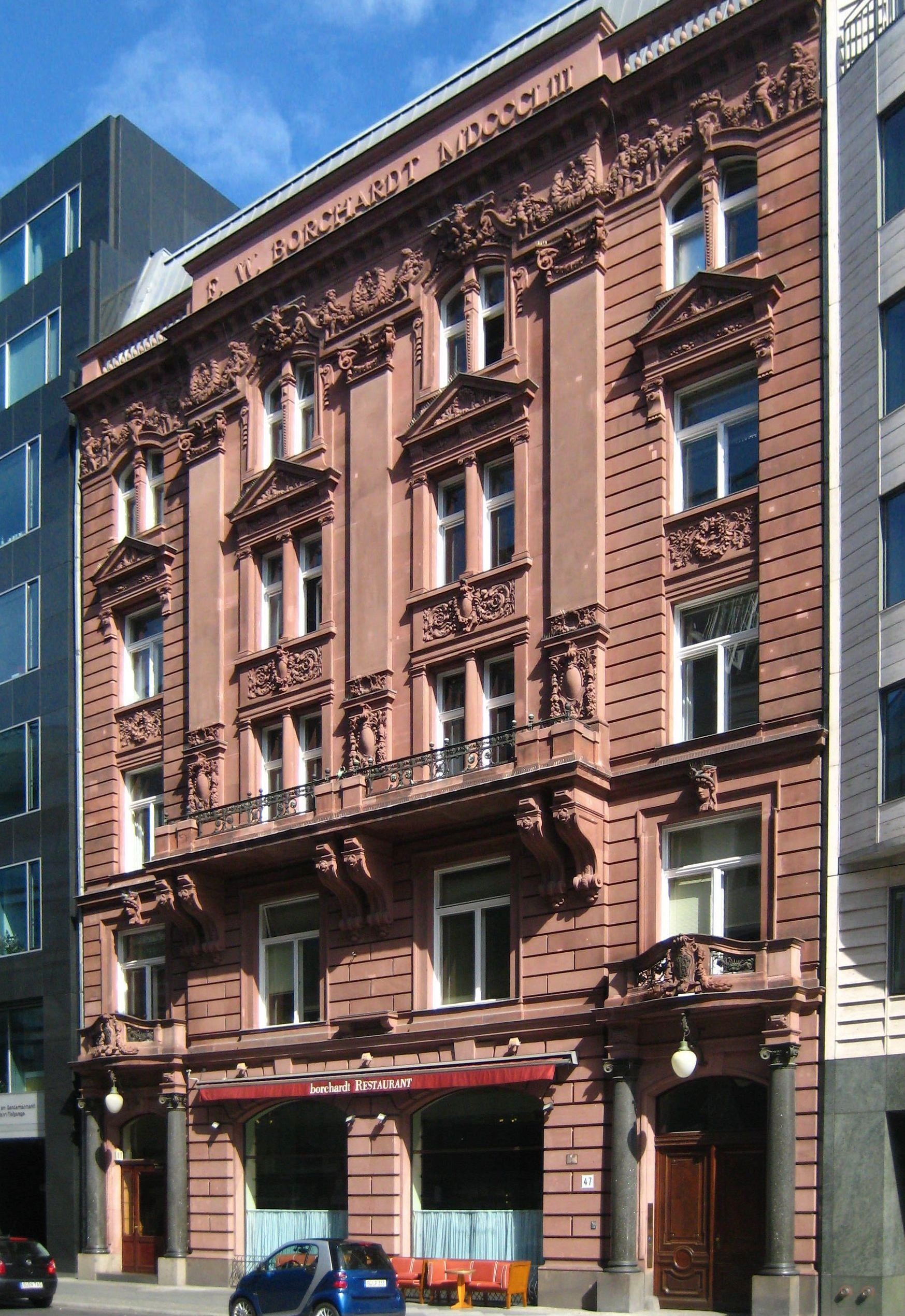
Weinhandlung Borchardt

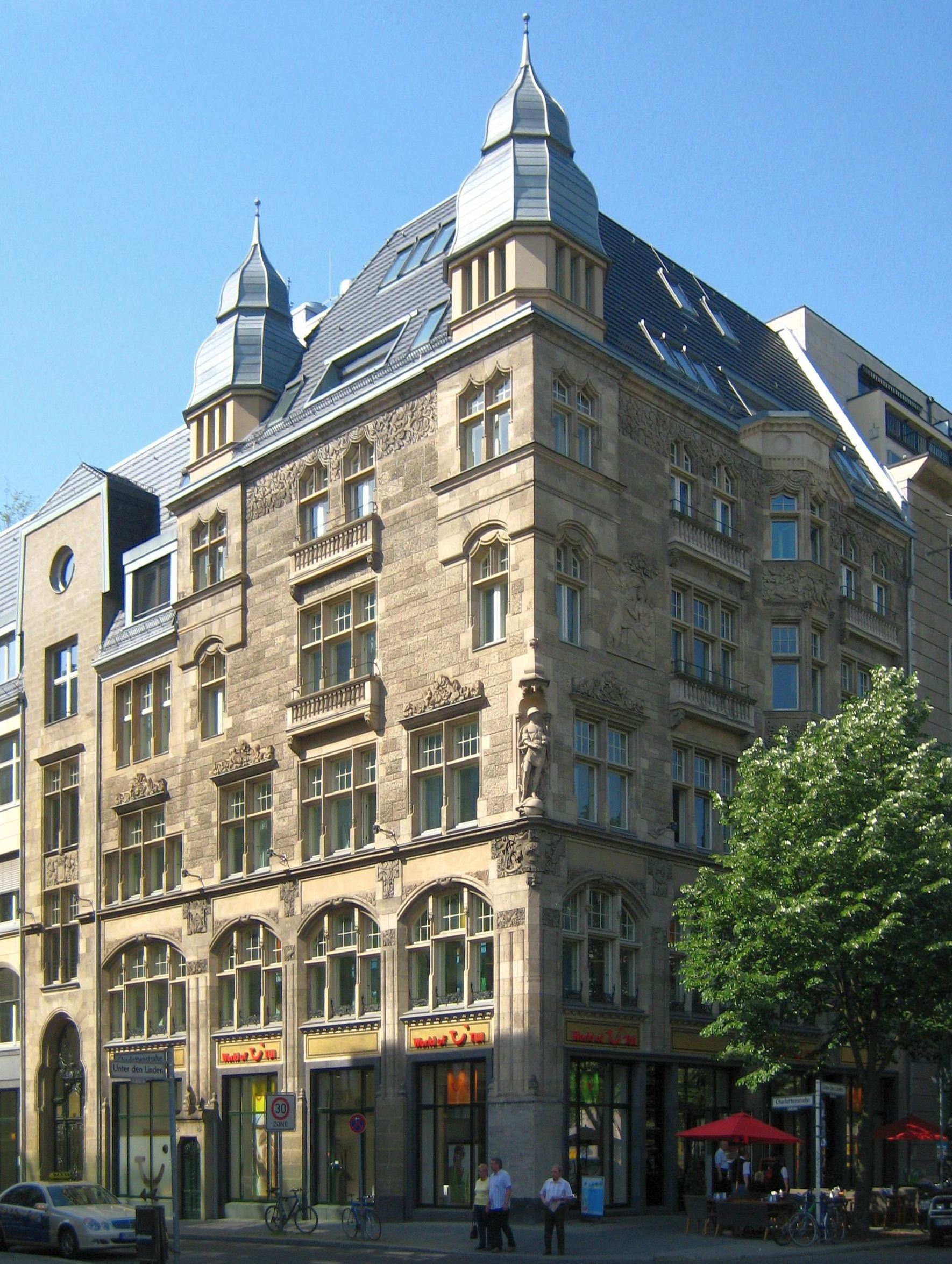
Hotel Carlton

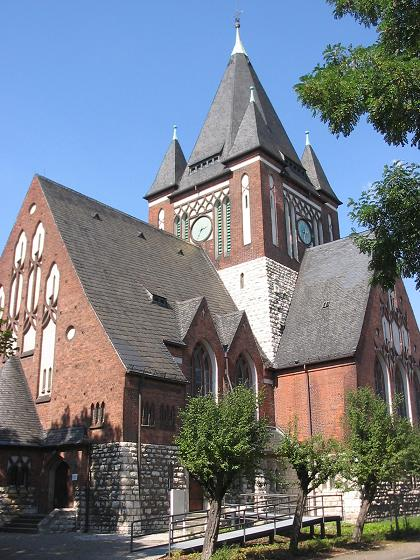
Christuskirche in Köpenick-Oberschöneweide

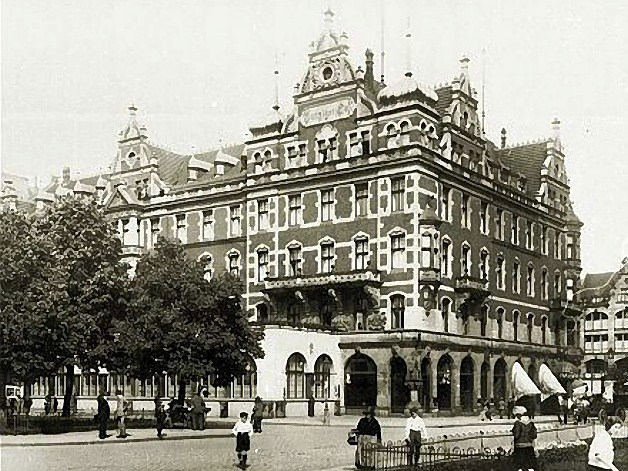
Hotel Danziger Hof, Danzig

## Leben
Carl Gause war ein Sohn des Ratsmaurermeisters Gustav Gause (1821–1899). Er studierte ab 1870 an der Berliner Bauakademie und arbeitete nach der ersten Staatsprüfung ab 1874 als Regierungs-Bauführer zunächst im Staatsdienst. In dieser Funktion war er am Bau der deutschen Gesandtschaft in Konstantinopel und beim Bau des Eisenbahndirektionsgebäudes in Kassel beteiligt. 1878 wurde er Regierungs-Baumeister und arbeitete zwei Jahre beim Polizeipräsidium in Berlin. 1880 schied er aus dem Staatsdienst aus und arbeitete nun zusammen mit seinem Vater Gustav Gause im Baugeschäft G. & C. Gause in der Neuen Königstraße 41, ab 1890 mit Robert Leibnitz, der 1901 sein Teilhaber wurde. Bei den anschließend von der  Firma G. & C. Gause errichteten Bauten, ist nicht immer genau zu ermitteln, welchen Anteil Carl Gause und Robert Leibnitz jeweils an den Entwürfen hatten. 1902 wurde ihm der Charakter als Baurat verliehen. Er schuf mehrere bekannte Hotelbauten, so etwa das Hotel Savoy in der Friedrichstraße in Berlin. Den Bau des Hotels Adlon, das er geplant hatte, erlebte er nicht mehr. Gause ist auf dem Georgen-Parochial-Kirchhof I auf dem Prenzlauer Berg begraben.

## Bauten
- 1884 bis 1885 Errichtung des Gründungsbaus des Evangelisches Kinderheims „Siloah“ in der Grabbeallee 2 in Niederschönhausen (Denkmalschutz)[3]
- 1886 bis 1887 Bau der Roten Apotheke.
- 1889/90 wurde das Admiralsgartenbad an der Friedrichstraße erweitert und eine Schwimmhalle gebaut, sowie die Filialen Alexanderplatz und Solbad Hirschgarten errichtet (mit Beteiligung von Leibnitz).
- 1890 baute er das Adolf-Ernst-Theater in der Dresdener Straße um. Das Theater wurde im Zweiten Weltkrieg zerstört.
- 1890 bis 1891 wurde das Hotel Minerva, Unter den Linden 68 erbaut, das 1921 für den Bau eines Wohn- und Geschäftshauses abgerissen wurde (mit Beteiligung von Leibnitz).
- 1890/1901 wurde nach seinen Plänen das Hotel Bristol in Berlin gebaut, das zu den renommiertesten Hotels der Stadt gehörte. Dieses Bauwerk mit der Adresse Unter den Linden 65[4] ist nicht erhalten; es wurde im Zweiten Weltkrieg zerstört.
- 1895 bis 1897 wurde das „Kurfürstenhaus“ in Berlin am Spreeufer 5 erbaut. Der dem Spreeufer zugewandte Teil dieses Eckhauses, eines Wohn- und Geschäftshauses, ist original erhalten.
- 1899 wurde das Hotel Danziger Hof in Danzig fertiggestellt, das 1961 abgerissen wurde.
- Das 1899 bis 1900 gebaute Wohn- und Geschäftshaus des Weinhändlers F. W. Borchardt in der Französischen Straße 47 blieb dagegen erhalten.
- 1900 wurde das Geschäftshaus für das Reisebüro Carl Stangen in der Friedrichstraße 72 errichtet, das nicht erhalten ist.
- 1900 bis 1901 erfolgte der Umbau der Villa Maltzahn in der Derfflingerstraße 8 (mit Beteiligung von Leibnitz, Denkmalschutz)[5]
- 1902 wurde das Berliner Hotel Carlton, Unter den Linden 17, errichtet.
- Die „Ausstellungshallen am Zoo“ in Berlin aus den Jahren 1905 bis 1906 wurden im Zweiten Weltkrieg schwer beschädigt und nach Kriegsende abgerissen. Gause hatte sie als Wilhelmshallen im neoromanischen Stil konzipiert. 1912 war der westliche Teil zum Variété und Kino umgebaut worden, aus dem 1919 der Ufa-Palast am Zoo geworden war.[6] Das kriegszerstörte Gebäude wurde 1957 durch den Zoo Palast ersetzt.[7]
- In der Firlstraße in Köpenick-Oberschöneweide steht noch die 1906–1908 vom Baugeschäft Gause nach Plänen des Architekten Robert Leibnitz erbaute Christuskirche.
- Das bekannte Berliner Hotel Adlon aus den Jahren 1906–1907 am Pariser Platz wurde im Krieg beschädigt und später abgerissen.
- Auch das 1908 errichtete Mausoleum der Familie Albert Jasper in Berlin-Kreuzberg auf dem Friedhof IV der Jerusalemer (und Neuen) Kirchen-Gemeinde in der Bergmannstraße 47 geht auf Pläne Gauses zurück.
- Ebenfalls die 1914 vollendete Himmelfahrtkirche auf dem Ölberg in Jerusalem.

## Ehrungen
- 1895: Königlicher Kronenorden IV. Klasse.[8]
- 1900: Roter Adlerorden IV. Klasse.[9]